# Haunted Forest
Haunted Forest è un film horror del 2007 diretto da Mauro Borrelli e interpretato da Sevy Di Cione, Adam Green,  e Kiralee Hayashi. il film è stato presentato per la prima volta all'Oxford International Film Festival il 6 aprile 2007. Girato interamente in California e Nevada, Haunted Forest è prodotto da Fotocomics Production e distribuito negli USA da Lionsgate.

## Trama
Spinto dal suo misterioso passato, Sean investiga l'improvvisa scomparsa di un uomo all'interno di una tenebrosa foresta. Il suo dubbio è che la vicenda possa avere una relazione con un inquietante albero che sta perseguitando i suoi sogni. Gli amici di Sean, Josh e Flipp (Adam Green, Edoardo Beghi), insieme a due ragazze lo accompagnano alla scoperta di questo mistero.